# Søren Marquardt Frederiksen
Søren Marquardt Frederiksen (født 4. september 1965 i Nakskov) er en dansk forfatter, der skriver i flere genrer. Han har udgivet historiske romaner, moderne krimier, fagbøger om retorik og journalistik samt historiske værker om kriminalitet i Danmark. 

## Baggrund
Søren Marquardt Frederiksen tog hf-eksamen fra Nakskov Gymnasium og HF i 1986. Han blev efterfølgende cand.mag. i Litteraturvidenskab og har i 20 år undervist i retorik og kulturformidling på Københavns Universitet. I en årrække arbejdede han som kulturjournalist på bl.a. Kristeligt Dagblad, Ekstra Bladet og DR P1. 

## Forfatterskab
Søren Marquardt Frederiksens forfatterskab deler sig i fire kategorier:

### Historiske forbryderalbum
Frederiksen har udgivet fire fagbøger, hvor han rekonstruerer gamle forbrydelser og skildrer de personer, man kan se på gamle, danske forbryderfotografier; 
- Et lollandsk forbryderalbum (2022)[3]
- Et polsk forbryderalbum (2023)
- Et forbryderalbum fra Falster (2024)[4]
- Skyggemennesker i Odense (2025)

Bøgerne kombinerer historisk research med forbryderfotografier og portrætterer personer, der levede på samfundets bund i slutningen af 1800-tallet og begyndelsen af 1900-tallet. Det er social- og kriminalhistorie om fattigdom og forbrydelse.

### Historiske Nakskov-romaner om livet i 1600-tallet
Frederiksen har skrevet tre romaner, der bygger på historiske personer og begivenheder i 1600-tallets Nakskov;
- Kongens by (2016), der beskriver kong Chr. IV, der i 1628 rejste til Nakskov for at forstærke byens fæstning. [6]
- Pestlægen (2018), der skildrer 1600-tallets forsøg på at bekæmpe de hyppige pestbølger der rullede hen over landet.[7][8]
- Kongens sidste heks (2021), der beskriver retssagen der førte til den sidste hekseafbrænding i Danmark.[9]

Romanerne er blevet rost for deres levende (og brutale) skildringer af hverdag, levevilkår og tankesæt i 1600-tallets Danmark. 

### Moderne krimier
Frederiksen har også skrevet moderne krimier med temaer som social stigmatisering, fremmedgørelse og kontroltab; 
- Sommerramt (2018)[11]
- De underjordiske (2020)[12] [13]
- Influencerens død (2024)[14][15]

Kortromanen "Manden der forsvandt" (2024), adskiller sig fra de øvrige værker ved sit fokus på eksistentielle temaer. Den følger en ældre mands groteske oplevelser og følelser af sammenbrud og kontroltab.

### Fagbøger om kommunikation
Frederiksen har desuden skrevet ti fagbøger om retorik, journalistik og virksomhedskommunikation. Blandt titlerne er;
- Skriv så du bliver læst (2011)[17]
- Skriv journalistik (2009)[18] [19]
- Talen er vejen til indflydelse (2009)[20]

Bøgerne fokuserer på praktisk brug af retorik og journalistik.